# Лентц, Роберт
Роберт Лентц (англ. Robert Lentz OFM ; род. 1946, Колорадо, США) — американский францисканский монах и иконописец. Он известен своей иконографией, в которой воплощает современные социальные вопросы.

## Биография
Лентц родился в штате Колорадо в семье русских эмигрантов, исповедующих православие. В 60-е годы XX столетия он, будучи молодым человеком, хотел вступить в монашеский орден францисканцев. Он присоединился к одной из монашеских общин, но покинул её ещё до того, как дал какие-либо обеты монашества. После этого он был вдохновлён восточно-христианским наследием своей семьи и заинтересовался иконописью. Он стал помощником греческого художника-иконописца Фотис Кондоглу в мастерской монастыря Святого Преображения в Бруклайне, штат Массачусетс. Через некоторое время он присоединяется к третьему Ордену Францисканцев. Во время пребывания в светской францисканской общине в Нью-Мексико, он установил близкие отношения с местными монахами. Это обстоятельство позволило ему присоединиться к ордену, когда он вновь почувствовал к этому призыв. В 2003 он был принят в члены ордена, а в 2008 был переведен на восточное побережье США. Там он стал преподавателем в университете св. Бонавентура.

## Иконография
Его иконы изображают недавно канонизированных святых из разных культур и национальностей, а также современных политических, светских и культурных деятелей.
Инновационные иконы Лентца достаточно известны во всем мире. Кроме иконописи, которой он посвящает несколько часов в день, Роберт Лентц занимается преподаванием, пишет книги и проводит семинары по искусству и духовности. Лентц очень активно пропагандирует диалог между мусульманами и христианами. Его иконы написаны в византийском и францисканском стиле, но содержат элементы различных культур и национальностей.
Его творчество акцентируется на тех вопросах и проблемах, с которыми мир сталкивается в наши дни. Его иконы отражают проблемы США и стран третьего мира.

## Реакция
Тобби Джон считает икону Лентца Харви Милка национальным гей-достоянием. Некоторые критики, такие как Х. Аддисон, критикуют работы Лентца и его ученика иезуита Вильяма МакНикольса за пропаганду своих собственных религиозных социо-политических взглядов.
Лентц и МакНикольс являются геями, что создало не мало трений между ними и церковными лидерами.